# Международный пакт о гражданских и политических правах
Междунаро́дный пакт о гражда́нских и полити́ческих права́х — пакт Организации Объединённых Наций, основанный на Всеобщей декларации прав человека.
Пакт принят 16 декабря 1966 года, вступил в силу 23 марта 1976 года, и является международным договором и имеет обязательную силу для 172 государств-участников, по состоянию на август 2017 года. Кроме государств-участников, пакт подписан ещё 7 странами. Пакт обязывает стороны уважать гражданские и политические права людей, включая право на жизнь, свободу религии, свободу слова, свободу собраний, избирательные права, права на надлежащую правовую процедуру, справедливое судебное разбирательство и так далее. Пакт ратифицирован Указом Президиума Верховного Совета Союза ССР 18 сентября 1973 года. Надзор за выполнением пакта осуществляет Комитет по правам человека ООН, рассматривая доклады государств-участниц, публикуя комментарии («замечания общего порядка») к пакту и рассматривая жалобы на нарушение пакта государствами-участницами первого факультативного протокола.

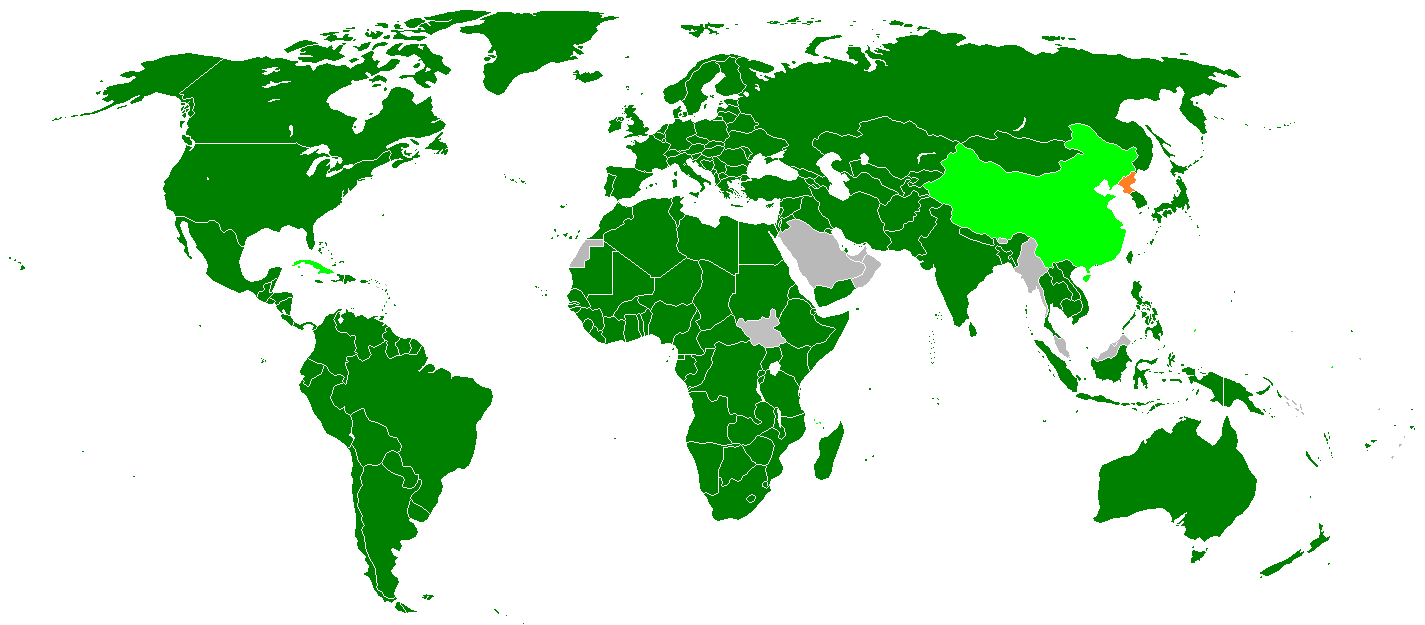
Государства-участники выделены тёмно-зелёным. Подписавшие, но пока не ратифицировавшие страны, выделены светло-зелёным.

## История
Всеобщая декларация прав человека впервые утвердила перечень политических, социально-экономических и культурных прав человека. Поскольку этот документ имел форму резолюции Генеральной Ассамблеи ООН, он имел рекомендательный характер и не мог быть признан как юридически обязательный. Именно поэтому Генеральная Ассамблея поручила одновременно Комиссии по правам человека через Экономический и Социальный Совет ООН разработать единый пакт о правах человека, который охватывал бы широкий перечень основных прав и свобод.
На основе Всеобщей декларации прав человека Комиссия ООН по правам человека разработала предложенные в 1966 году для принятия юридически обязательные документы — Международный пакт о гражданских и политических правах и Международный пакт об экономических, социальных и культурных правах, которые наиболее полно определили перечень и содержание основных прав человека. Оба документа вступили в силу в 1976 году после ратификации их, как было оговорено, 35 странами. Содержание пактов закрепило разный уровень обязательности их положений для государств-участников.
На сегодняшний день Пакт подписали и ратифицировали большинство (172) государств мира (в числе последних он вступил в силу в Фиджи, Катаре, Республике Маршалловы Острова, Сан-Томе и Принсипи и Государстве Палестина). 6 государств подписали, но не ратифицировали Пакт: Китай, Союз Коморских Островов, Куба, Науру, Палау, Сент-Люсия. Среди государств, не присоединившихся к Пакту — Ватикан, Тайвань, Мьянма, Малайзия, Бутан, Сингапур, Бруней-Даруссалам, Саудовская Аравия, Оман, ОАЭ, Южный Судан, ряд островных государств Океании (Федеративные Штаты Микронезии, Кирибати, Тонга, Соломоновы Острова, Тувалу) и Карибского бассейна (Гренада, Сент-Киттс и Невис, Антигуа и Барбуда).
КНДР предпринимала попытку денонсировать Международный пакт о гражданских и политических правах, к которому она ранее присоединилась, но после заявления Комитета по правам человека ООН о том, что пакт денонсации не подлежит, представила доклад о его выполнении, признав таким образом себя государством-участником пакта.

## Структура пакта
Пакт следует структуре Всеобщей декларация прав человека и МПЭСКП с преамбулой и 53 статьями, разделенными на шесть частей.

### Преамбула
В Преамбуле государства-участники, опираясь на принципы, провозглашённые Уставом ООН и Всеобщей декларацией прав человека, признавая достоинство всех людей и присущие им равные и неотъемлемые права как основу свободы, справедливости и всеобщего мира, признавая, что идеал свободной человеческой личности может быть реализован только в условиях свободного пользования своими экономическими, социальными, культурными, гражданскими и политическими правами, учитывая, что государства обязаны поощрять уважение и соблюдение прав и свобод человека, согласились о тексте Пакта.

### Часть I
Статья 1 признаёт право каждого народа на: · самоопределение, в том числе свободное установление своего политического статуса и свободное обеспечение своего экономического, социального и культурного развития; · свободное распоряжение своими естественными богатствами и ресурсами; · недопустимость лишения принадлежащих ему средств существования.
Гарантированное статьёй 1.1 Пакта право народов на самоопределение отличается от других указанных в Пакте прав тем, что этим правом наделены не отдельные лица, а «народы». Это также единственное право, общее как для Международного пакта о гражданских и политических правах, так и для Международного пакта об экономических, социальных и культурных правах.

### Часть II
Статьи 2—5 — порядок выполнения предусмотренных Пактом обязательств.
Статья 2 обязывает государства: · уважать и обеспечивать находящимся в пределах их территорий и под их юрисдикцией лицам права, признаваемые в Пакте, независимо от: расы, цвета кожи, пола, языка, религии, политических или иных убеждений, национального или социального происхождения, имущественного положения, рождения или иного обстоятельства; · принять законодательные или другие меры, необходимые для осуществления изложенных в Пакте прав; · обеспечить эффективное средство правовой защиты лицам, права и свободы которых нарушены; · обеспечить установление права на правовую защиту компетентными судебными, административными, законодательными властями или другими компетентными органами, развивать возможности судебной защиты; · обеспечить применение компетентными властями средств правовой защиты при их предоставлении.
Статья 2 рассматривается в качестве важнейшей статьи Пакта, его «краеугольного камня», ввиду установления обязательства государств-участников уважать и обеспечивать признаваемые Пактом права. Эти права (кроме права на участие в голосовании) распространяются не только на граждан, но и на всех лиц, находящихся на территории государства. Замечание общего порядка № 31 о характере общего юридического обязательства, налагаемого на государства-участники Пакта (ССРR/C/74/CRP.4/Rev.6), содержит дополнительную информацию об обязательствах, вытекающих из статьи 2 Пакта.
Статья 3 обязывает государства обеспечить равное для мужчин и женщин право пользования всеми гражданскими и политическими правами, предусмотренными Пактом.
Статья 3 коррелирует со статьёй 26 Пакта в части, касающейся защиты против дискриминации по признаку пола.
Статья 4 позволяет государствам в период официально объявленного чрезвычайного положения (когда жизнь нации под угрозой) отступать от своих обязательств по Пакту, но лишь в степени, обуславливаемой остротой положения, при условии: · ненарушения ими своих международно-правовых обязательств; · недопустимости дискриминации исключительно на основе расы, цвета кожи, пола, языка, религии или социального происхождения; · неотступления от статей 6 (право на жизнь), 7 (недопустимость пыток, жестокого бесчеловечного, унижающего достоинство обращения или наказания, опытов без согласия), 8 (пп. 1 и 2) (недопустимость рабства, работорговли, содержания в неволе), 11 (недопустимость лишения свободы из-за неспособности выполнения договорного обязательства), 15 (недопустимость привлечения к уголовной ответственности за деяние, не являвшееся на момент совершения уголовным преступлением, либо назначения наказания более тяжкого, чем подлежавшее к применению), 16 (право на признание правосубъектности) и 18 (право на свободу мысли, совести и религии) Пакта; · немедленного информирования других государств-участников посредством Генерального секретаря ООН о: положениях, от которых произошло отступление, причинах такого отступления, дате прекращения отступления.
Комитет по правам человека ООН при необходимости может поставить вопрос о том, объявлялось ли официально государством-участником чрезвычайное положение при угрозе жизни нации, равно как и соблюдались ли иные обязательные положения статьи 4 Пакта. Дополнительная информация об обязательствах, вытекающих из статьи 4 Пакта, изложена в Замечании общего порядка № 29 об отступлении от обязательств в связи с чрезвычайным положением (CCPR/C/21/Rev.1/Add.11).
Статья 5 предусматривает недопустимость: · истолкования каким-либо государством, группой или лицом какого-либо положения Пакта как дающего ему (им) право уничтожать каким-либо образом любые права или свободы, признанные Пактом, либо ограничивать их более, чем это предусматрено Пактом; · ограничения или умаления каких-либо основных прав человека, предусмотренных в государстве-участнике законом, конвенцией, правилом или обычаем, под предлогом их отсутствия в Пакте либо признания их Пактом в меньшем объёме.
Пункт 2 статьи 5 рассматривает случаи обеспечения внутренним правом государства-участника бо́льшей степени защиты прав человека, чем это предусмотрено Пактом, не допуская их ограничения или сужения со ссылкой на их меньшую защищённость Пактом.

### Часть III
Часть III (статьи 6—27) — основа Пакта, в которой перечисляются материальные права и основные свободы, гарантируемые документом. Речь идёт о статьях, на которые обычно ссылаются отдельные лица, утверждающие о нарушении своих прав, закреплённых в Пакте.
Статья 6 определяет, что: · право на жизнь есть неотъемлемое, охраняемое законом, право каждого человека, где никто не может быть произвольно лишён жизни; · страны, не отменившие смертной казни, могут выносить смертные приговоры только за самые тяжкие преступления согласно действовавшему на момент совершения преступления закону, не противоречащему Пакту и Конвенции о предупреждении преступления геноцида и наказании за него; · когда лишение жизни является геноцидом, государства-участники не могут отступать от обязательств, предусмотренных Конвенцией о предупреждении преступления геноцида и наказании за него; · приговоренные к смертной казни имеют право на помилование, смягчение (замену) приговора, амнистию; · недопустимо вынесение смертного приговора за преступления, совершенные лицами моложе восемнадцати лет; · недопустимо приведение в исполнение смертного приговора в отношение беременных женщин.
Несмотря на однозначность многих положений, указанных в статье 6 Пакта, тем не менее, некоторые положения, касающиеся вопроса неотъемлемости права на жизнь, есть дискуссионными, как, к примеру, определение возраста, с которого возникает право на жизнь.
Статья 7 устанавливает недопустимость: · пыток; · жестокого бесчеловечного или унижающего достоинство обращения или наказания; · проведения медицинских или научных опытов без согласия лица.
Статья 8 предусматривает недопустимость: · рабства; · работорговли; · содержания в подневольном состоянии; · принуждения к принудительному или обязательному труду (кроме каторжных и иных подобных работ по решению суда, военной и альтернативной службы, обязательных работ в условиях ЧП, обыкновенных гражданских обязанностей).
Статья 9 определяет, что: · каждый имеет право на свободу и личную неприкосновенность; · недопустимы произвольные арест и содержание под стражей; · лишение свободы допустимо лишь на основаниях и по процедуре, установленных законом; · арестованные должны немедленно уведомляться о причинах ареста и предъявляемом обвинении; · арестованные и задержанные должны немедленно доставляться в суд, и имеют право на судебное разбирательство в течение разумного срока или на освобождение; · освобождение из под стражи может обуславливаться гарантиями явки: на суд, на судебное разбирательство, для исполнения приговора; · арестованные и заключённые имеют право на разбирательство их дела судом для незамедлительного принятия решения о законности или незаконности задержания; · жертвы незаконного ареста или заключения имеют право на компенсацию.
Статья 10 предусматривает, что: · лица, лишённые свободы, имеют право на гуманное обращение и уважение человеческого достоинства; · при отсутствии исключительных обстоятельств обвиняемые, с соблюдением статуса неосуждённых лиц, размещаются отдельно от осуждённых; · обвиняемые (и заключённые, с соблюдением возрастного режима и правового статуса) несовершеннолетние отделяются от совершеннолетних и незамедлительно доставляются в суд для вынесения решения; · пенитенциарная система должна предусматривать режим, направленный на исправление и социальное перевоспитание заключённых.
Статья 11 устанавливает недопустимость лишения свободы из-за неспособности выполнения какого-либо договорного обязательства.
Статья 12 определяет, что: · каждый законно находящийся на территории государства имеет право на свободу передвижения и выбора места жительства; · каждый имеет право покидать любую страну, в том числе собственную; · право на свободу передвижения и выбора места жительства и право покидать любую страну могут ограничиваться лишь законом для охраны: государственной безопасности, общественного порядка, здоровья, нравственности населения, прав и свобод других лиц; · недопустимо произвольное лишение права на въезд в свою страну.
Статья 13 предусматривает, что: · законно находящийся на территории государства-участника иностранец может быть выслан лишь согласно законному решению; · выдворяемый иностранец имеет право на: представление доводов против высылки; пересмотр дела; представление перед компетентными субъектами в целях пересмотра лицом или лицами.
Статья 14 определяет, что: · все равны перед судами и трибуналами; · в уголовном или гражданском процессе каждый имеет право на справедливое и публичное рассмотрение дела компетентным, независимым и беспристрастным судом, созданным согласно закону; · ограничение допуска СМИ и общественности на судебные процессы допускается лишь для защиты: морали, общественного порядка, государственной безопасности, частной жизни сторон, интересов правосудия при особых обстоятельствах; · судебные решения должны быть публичными, кроме случаев: защиты интересов несовершеннолетних; матримониальных споров; дел по опеке над детьми; · каждый обвиняемый в преступлении считается невиновным, пока виновность не будет доказана в установленном порядке; · каждый обвиняемый имеет право на: незамедлительное и подробное уведомление на понимаемом им языке о характере и основаниях обвинения; необходимые время и возможности для подготовки своей защиты; взаимодействие с выбранным им самим защитником; суд без задержки; суд в его присутствии; защиту себя лично или через выбранного им защитника; уведомление о праве иметь защитника; назначенного, в том числе безвозмездно, защитника; допрос свидетельствующих против него свидетелей; вызов и допрос своих свидетелей; бесплатную помощь переводчика; непринуждение к даче показаний против себя или к признанию себя виновным; · процесс в отношении несовершеннолетних должен учитывать их возраст и желательность содействия их перевоспитанию; · каждый осуждённый имеет право на пересмотр приговора вышестоящей судебной инстанцией; · лицо, осуждённое и понёсшее наказание вследствие судебной ошибки, имеет право на компенсацию, кроме случаев, если судебная ошибка произошла по вине такого лица; · никто не может быть повторно осуждён или наказан за преступление, за которое он уже был осуждён или оправдан.
Указанное в статье 14 право на справедливое судебное разбирательство как по уголовным, так и по гражданским делам имеет основополагающее значение, особенно во взаимосвязи с правом на эффективное средство правовой защиты, предусмотренным статьёй 2 Пакта.
Статья 15 устанавливает, что: · никто не может признаваться виновным в совершении преступления за деяние, не являвшееся на момент его совершения уголовным преступлением по внутреннему законодательству или международному праву; · не может назначаться более тяжкое наказание, чем подлежавшее к применению на момент совершения преступления; · закон, смягчающий наказание, распространяется на преступника, совершившего преступление до вступления в силу такого закона; · любое лицо за совершение деяния, являвшегося в момент совершения уголовным преступлением согласно признанным международным сообществом общим принципам права, может быть предано суду и наказанию.
Статья 16 предусматривает, что каждый человек, независимо от местонахождения, имеет право на признание его правосубъектности.
Статья 17 устанавливает: · недопустимость произвольного или незаконного вмешательства либо посягательства в/на: личную и семейную жизнь; неприкосновенность жилища; тайну корреспонденции; честь и репутацию; · право на защиту закона от таких вмешательств или посягательств.
Статья 18 определяет, что: · каждый человек имеет право на свободу: мысли, совести, религии (свободу иметь, принимать, исповедовать религию, убеждения, отправлять культ, выполнять религиозные и ритуальные обряды и учения); · недопустимо ущемление свободы иметь или принимать религию и убеждения по своему выбору; · свобода исповедания религии и убеждений может ограничиваться лишь законом в целях охраны: общественной безопасности, порядка, здоровья, морали, основных прав и свобод иных лиц; · государства-участники обязаны уважать свободу родителей и опекунов обеспечивать религиозное и нравственное воспитание своих детей согласно своим убеждениям.
Статья 19 предусматривает, что: · каждый имеет право: беспрепятственно придерживаться своих мнений; свободно выражать своё мнение (свободно искать, получать, распространять информацию и идеи любыми способами); · свободное выражение своего мнения может быть ограничено законом для: уважения прав и репутации иных лиц; охраны государственной безопасности, общественного порядка, здоровья и нравственности населения.
Статья 20 устанавливает обязательность запрета законом: · пропаганды войны; · пропаганды национальной, расовой или религиозной ненависти, представляющей собой подстрекательство к дискриминации, вражде или насилию.
Статья 21 гарантирует право на мирные собрания, которое может быть ограничено законом в интересах государственной или общественной безопасности, общественного порядка, охраны здоровья, нравственности населения, защиты прав и свобод иных лиц.
Гарантированное статьёй 21 право на мирные собрания также закреплено статьёй 20 Всеобщей декларации прав человека, статьёй 11 Европейской конвенции о защите прав человека и основных свобод.
Статья 22 определяет, что: · каждый имеет право на: свободу ассоциации с другими; создание профсоюзов; вступление в профсоюзы для защиты своих интересов; · право на свободу ассоциации с другими может ограничиваться законом в интересах государственной или общественной безопасности, общественного порядка, охраны здоровья, нравственности населения, защиты прав и свобод иных лиц, а также для членов вооруженных сил и полиции; · государства-участники Конвенции Международной организации труда 1948 года относительно свободы ассоциаций и защиты права на организацию (№ 87) не могут законодательно ущемлять право на свободу ассоциации с другими.
Статья 23 устанавливает, что: · семья является естественной и основной ячейкой общества, имеющей право на защиту со стороны общества и государства; · мужчины и женщины брачного возраста имеют права вступать в брак и создавать семью; · брак может быть заключен только при согласии вступающих в брак; · государства-участники должны обеспечить равенство прав и обязанностей супругов в отношении: вступления в брак, во время брака, при расторжении брака; · при разводе должна соблюстись защита всех детей.
Статья 24 предусматривает, что каждый ребёнок: · не подвергаясь дискриминации по признаку расы, цвета кожи, пола, языка, религии, национального или социального происхождения, имущественного положения или рождения, имеет право на защиту своей семьёй, обществом и государством; · должен быть немедленно зарегистрирован после рождения и получить имя; · имеет право на получение гражданства.
Статья 25 определяет, что каждый гражданин, не подвергаясь дискриминации по признакам расы, цвета кожи, пола, языка, религии, политических или иных убеждений, национального или социального происхождения, имущественного положения, рождения или иного обстоятельства, должен иметь право и возможность на: · принятие участия в государственных делах непосредственно и через избранных представителей; · голосование и избрание на выборах, проводимых на основе всеобщего равного избирательного права при тайном голосовании, обеспечивающих свободное волеизъявление избирателей; · равный допуск в своей стране к государственной службе.
Статья 25 имеет особое значение ввиду закрепления важнейшего права на участие в политической жизни — голосовать и быть избранным на выборах.
Статья 26 устанавливает, что: · все люди равны перед законом и имеют право, не подвергаясь дискриминации, на равную защиту закона; · любая дискриминация должна запрещаться законом; · закон должен всем гарантировать равную и эффективную защиту против дискриминации по признакам: расы, цвета кожи, пола, языка, религии, политических, иных убеждений, национального, социального происхождения, имущественного положения, рождения, иного обстоятельства.
Статья 26, наряду со статьями 2 и 14 Пакта, имеет фундаментальное значение в рамках Пакта, закрепляя право на равенство перед законом и на равную защиту закона в условиях обеспечения широких гарантий недискриминации. Комитет по правам человека широко толкует это положение, распространяя его на все правовые положения, а не только на нормы, указанные в Пакте.
Статья 27 определяет, что в странах с существующими этническими, религиозными и языковыми меньшинствами лицам из числа таких меньшинств не может быть отказано в праве совместно с другими членами такой же группы: пользоваться своей культурой, исповедовать свою религию, исполнять религиозные обряды, пользоваться родным языком.
Хотя формально положения статьи 27 сформулированы в качестве индивидуального права, оно по своей сути должно расцениваться как групповое право, защищающее совокупность отдельных людей.

### Часть IV
Статьи 28—45 — правила деятельности Комитета по правам человека.

### Часть V
Статьи 46—47 — правила толкования пакта.

### Часть VI
Статьи 48—53 — порядок подписания и вступления в силу пакта.

## Перечень прав
- Статья 1 — право народов на самоопределение;
- Статья 6 — право на жизнь;
- Статья 7 — запрет пыток;
- Статья 8 — запрет рабства и принудительного труда;
- Статья 9 — право на свободу и личную неприкосновенность;
- Статья 10 — право лиц, лишённых свободы, на гуманное обращение и уважение достоинства;
- Статья 11 — запрет лишения свободы за долги;
- Статья 12 — право на свободное передвижение и свобода выбора местожительства;
- Статья 13 — ограничение возможности высылки иностранцев;
- Статья 14 — равенство перед судом, презумпция невиновности, запрет повторного осуждения, право на пересмотр осуждения и другие процессуальные права;
- Статья 15 — запрет уголовного наказания за действия, не признававшиеся преступными во время их совершения;
- Статья 16 — право на признание правосубъектности;
- Статья 17 — запрет вмешательства в личную и семейную жизнь, неприкосновенность жилища, тайна корреспонденции и защита от незаконных посягательств на честь и репутацию;
- Статья 18 — право на свободу мысли, совести и религии;
- Статья 19 — свобода слова;
- Статья 20 — запрет пропаганды войны и выступлений в пользу национальной, расовой или религиозной ненависти, представляющих собой подстрекательство к дискриминации, вражде или насилию;
- Статья 21 — свобода собраний;
- Статья 22 — свобода ассоциаций;
- Статья 23 — право на вступление в брак;
- Статья 24 — права детей;
- Статья 25 — право принимать участие в ведении государственных дел, голосовать и быть избранным;
- Статья 26 — равенство перед законом, запрет дискриминации;
- Статья 27 — права этнических, религиозных и языковых меньшинств.

## Факультативные протоколы
Факультативный протокол к Пакту о гражданских и политических правах, предусматривающий процедуру рассмотрения сообщений о нарушениях государствами-участниками пакта, принят и открыт для подписания 16 декабря 1966 года, вступил в силу 23 марта 1976 года. Ратифицирован ВС СССР 5 июля 1991 г. На 2016 год — 115 государств-участников. По состоянию на 2022 год насчитывалось 117 государств, ратифицировавших факультативный протокол, а 4 государства протокол денонсировали (последней и единственной в XXI веке протокол денонсировала Белоруссия).
Второй факультативный протокол к Международному пакту о гражданских и политических правах, направленный на отмену смертной казни, принят 15 декабря 1989 года резолюцией 44/128 Генеральной Ассамблеи на её 82-м пленарном заседании, вступил в силу в 1991 году. На 2016 год — 82 государства-участника.